# Julius Bär
Julius Bär (* 2. Januar 1857 in Heidelsheim als Isaac Bär; † 9. März 1922 in Riehen) war ein deutsch-schweizerischer Bankier. Er war der Gründer der heutigen Bank Julius Bär, einer international aktiven Finanzgruppe.

## Leben
Julius Bär war Sohn eines Geldverleihers und Händlers von Tierhäuten. Er besuchte die jüdische Schule in Heidelsheim und absolvierte von 1883 bis 1885 eine Ausbildung im Bankhaus August Gerstle in Augsburg. Von 1886 bis 1896 war er Teilhaber der Privatbank Samuel Dukas & Co. in Basel. Ende 1896 wurde er Teilhaber der Bank Hirschhorn, Uhl & Bär in Zürich, die er 1901 als Julius Bär & Co. übernahm.
Bär nahm Einsitz in die Verwaltungsräte der Thunerseebahn, der Südostbahn und der Maschinenfabrik Oerlikon.

## Familie
Julius Bär heiratete Martha, geborene Ulrich (1869–1917). Sie hatten drei Söhne: Walter Jakob (1895–1970) und Werner (1899–1960) wurden ebenfalls im Unternehmen tätig; Richard Josef war ein Mathematiker und Physiker. Er war der Vater von Hans Julius Bär.